# Birger Thölix
Karl Birger Thölix, född 22 juli 1931 i Åbo, död 16 maj 2017 i Åbo, var en finlandssvensk redaktör, författare och debattör. Han var en betydande opinionsbildare i synnerhet under sin tid som chefredaktör för Vasabladet (1964–1992). Han skrev böcker om tidningshistoria och finlandssvenskhet. Han erhöll professors titel år 1991.

## Verk
- 1994 – Den svenskspråkiga tidningspressen: Utredning om förutsättningar för ett samarbete
- 1996 – Alla våra gårdagar: Tidningen som historia och efterglöd
- 2005 – Joint operation: Rädda det stackars landskapet
- 2007 – En bit i taget: Läsning i blandade ämnen av en liberal åsiktskolportör

### Uppslagsverk
- ”Thölix, Birger”. Biografiskt lexikon för Finland. Helsingfors: Svenska litteratursällskapet i Finland. 2008–2011. URN:NBN:fi:sls-5560-1416928958166
- Thölix, Birger i Uppslagsverket Finland (webbupplaga, 2012). CC-BY-SA 4.0